# NGC 337A
NGC 337A (другие обозначения — MCG-01-03-65, IRAS00589-0751, PGC 3671) — магелланова карликовая спиральная галактика с перемычкой. Находится в созвездии Кита.
Этот объект не входит в число перечисленных в оригинальной редакции «Нового общего каталога» и был добавлен позднее.
Является компаньоном спиральной галактики NGC 337, находится к югу от последней на угловом расстоянии 26,6 минуты . В 1998 в NGC 337A (102′′ к западу и 79′′ к югу от центра галактики) была зарегистрирована вспышка сверхновой, получившей обозначение 1998dn. Поверхностная яркость галактики очень мала, см. фотографии.